# Stefan Figlarowicz

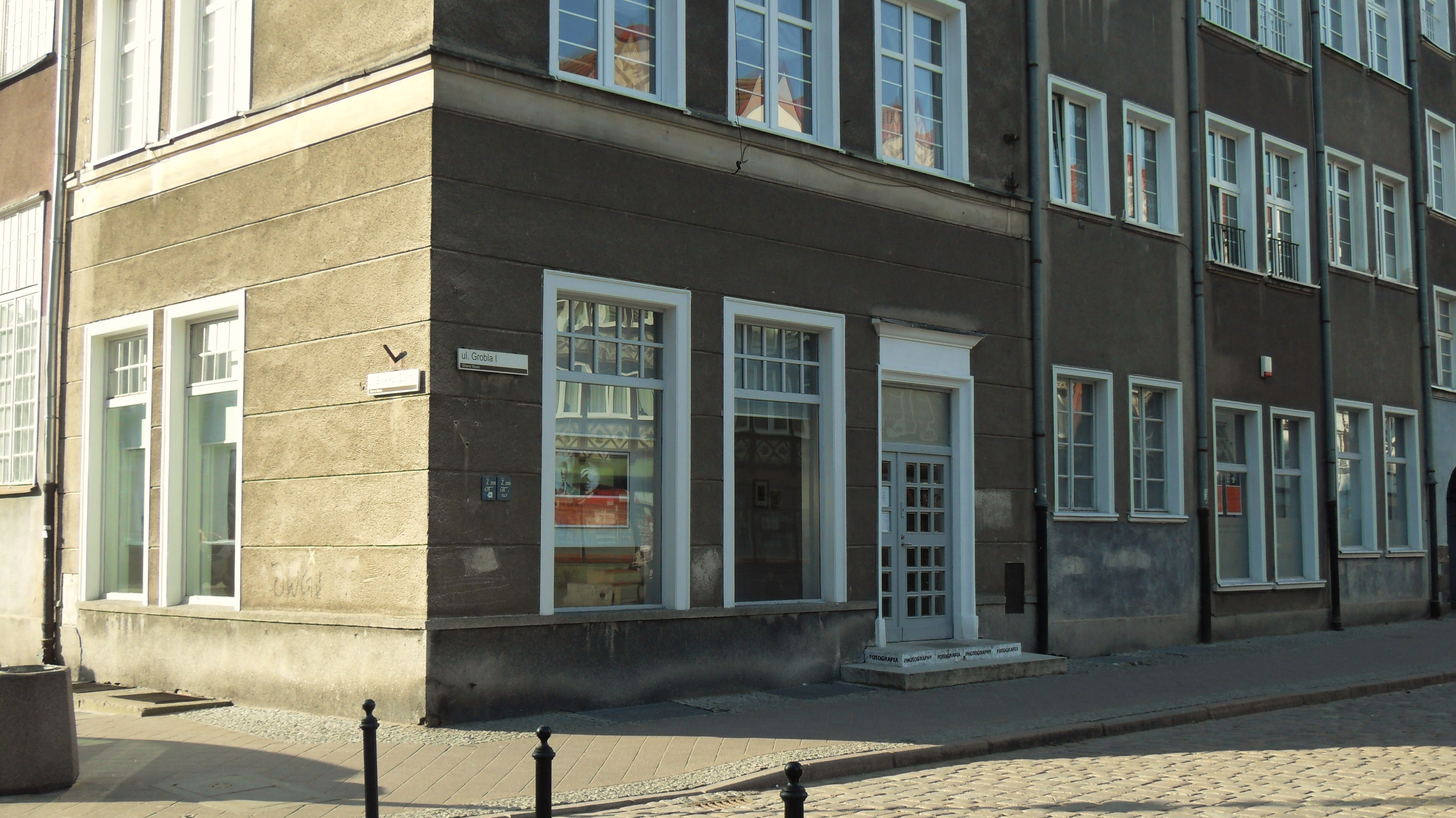
Gdańska Galeria Fotografii przy ul. Grobla I, którą w latach 1990-2008 prowadził Stefan Figlarowicz

Stefan Figlarowicz (ur. 19 września 1937 w Piotrkowie Trybunalskim, zm. 6 grudnia 2015 w Gdańsku) – polski artysta fotograf. Członek rzeczywisty i członek honorowy Związku Polskich Artystów Fotografików. Kurator Gdańskiej Galerii Fotografii ZPAF.

## Życiorys
Stefan Figlarowicz w 1955 roku został absolwentem Technikum Elektrycznego w Toruniu. W latach 1959–1962 aktywnie uczestniczył w działalności teatrów amatorskich: „To tu”, „Bim-Bom”, „Cyrk rodziny Afanasjeff”. Od młodych lat mieszkał i pracował w Gdańsku, w 1965 roku został absolwentem Wydziału Elektroniki Politechniki Gdańskiej.
Od 1961 roku robił zdjęcia do ilustrowanej „Kroniki Studenckiej” Politechniki Gdańskiej, w latach 1969–1988 jako fotograf, fotoreporter współpracował z miesięcznikiem „Polska”, od 1974 roku do 1975 z tygodnikiem „Czas” oraz z miesięcznikiem „Litery” i dwutygodnikiem „Pomorze”. Jest autorem i współautorem wielu wystaw fotograficznych; zbiorowych oraz (kilkunastu) indywidualnych. Był uczestnikiem (prowadzącym) wielu spotkań, prelekcji, sympozjów, odczytów oraz warsztatów fotograficznych.
W 1970 roku został przyjęty w poczet członków Okręgu Gdańskiego Związku Polskich Artystów Fotografików, w którym pełnił funkcję prezesa Zarządu w latach 1974–1976 oraz w latach 1991–1997. W latach 1976–1979 pełnił funkcję prezesa Zarządu Głównego ZPAF. W 2015 roku został członkiem honorowym ZPAF. W 1974 roku był inicjatorem, współzałożycielem i opiekunem dwuletniego Studium Fotografii Artystycznej w Gdańsku, które (z przerwą 1976–1992) funkcjonuje do dziś. W 1988 roku został laureatem nagrody (zespołowej) Prezydenta Miasta Gdańska. Od 1990 roku prowadził ówczesną Gdańską Galerię Fotografii Związku Polskich Artystów Fotografików; do roku 2008 – obecnie (od 1995 roku) oddział Muzeum Narodowego w Gdańsku. Był organizatorem i współorganizatorem wielu konkursów fotograficznych, organizatorem wielu wystaw (m.in. w ramach pracy w Gdańskiej Galerii Fotografii) historycznych oraz artystycznych; zbiorowych i indywidualnych. Jego fotografie znajdują się w zbiorach Muzeum Historycznego Miasta Gdańska.
Był mężem Antoniny (Niny) Smolarz (1943–2014), architektki, fotograficzki, poetki. Ojciec Maliny Figlarowicz.
Zmarł 6 grudnia 2015 roku w Gdańsku, pochowany 12 grudnia na cmentarzu Srebrzysko (rejon IX, taras III, rząd 1).

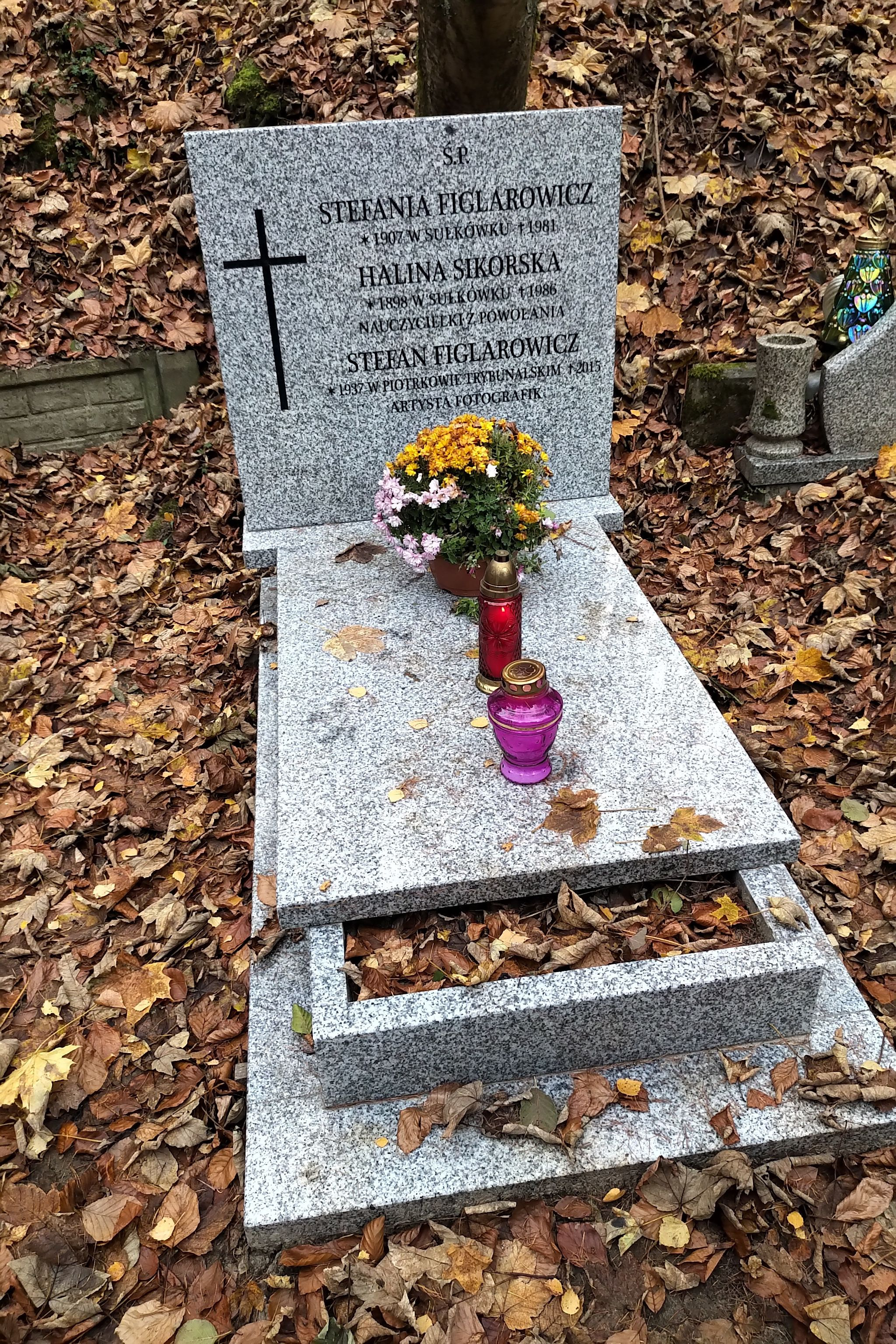
Grób Stefana Figlarowicza na cmentarzu Srebrzysko

## Wybrane wystawy
- „Jeden na jednego” (1979)
- „Tu się zakochali Mariola z Januszem” (1979)
- „Tu mieszkam” (1983)[26]
- „Sufit biega na obcasach” – wizualizacja wierszy Mirona Białoszewskiego (1985)
- „Obraz słowa” – wizualizacja wierszy Jana Twardowskiego (1985)
- „Wędrówka po Trójmiejskim Parku Krajobrazowym” (1988)
- „Ciągnie nas nad morze” (1993)
- „Archiwum gdańskie” (1997)
- „Komu ten wiersz jest potrzebny” – wizualizacja wierszy Mieczysława Czychowskiego (1997)
- „Tylko miłość wariatka ta sama” – wizualizacja wierszy Jana Twardowskiego (2005)

Źródło

## Publikacje (albumy)
- „Zostań z nami – Jan Paweł II w Trójmieście” (1988)
- „Wilno i Wileńszczyzna na przełomie wieków w fotografii Stanisława Filiberta Fleury” (1999)
- „Koniec i początek. Gdańsk 1945–1955” (2000)
- „Niepokora – Artyści i naukowcy dla Solidarności 1980–1990” (2006)

Źródło

## Ordery i odznaczenia
- Krzyż Kawalerski Orderu Odrodzenia Polski (7 listopada 2008)[28]
- Srebrny Medal „Zasłużony dla Fotografii Polskiej”[29]

## Nagrody
- Nagroda Artystyczna Gdańskiego Towarzystwa Przyjaciół Sztuki (1988, 1997)[30]
- Nagroda Miasta Gdańska w Dziedzinie Kultury „Splendor Gedanensis” (1993)[31]